# Oliarus muiri
Oliarus muiri är en insektsart som beskrevs av Giffard 1925. Oliarus muiri ingår i släktet Oliarus och familjen kilstritar. Inga underarter finns listade i Catalogue of Life.